# Alfred Marshall
Alfred Marshall (Londres, 26 de julho de 1842 — Cambridge, 13 de julho de 1924) foi um dos mais influentes economistas de seu tempo. Seu livro, Princípios de Economia (Principles of Economics) procurou reunir num todo coerente as teorias da oferta e da procura, da utilidade marginal e dos custos de produção, tornando-se o manual de economia mais adotado na Inglaterra por um longo período.

## Biografia
Marshall cresceu no subúrbio londrino de Clapham e foi educado na Merchant Taylor's School onde demonstrou aptidão para a matemática. Apesar de ter demonstrado interesse em tornar-se ministro da Igreja anglicana, sua trajetória bem sucedida na Universidade de Cambridge o levou a tomar a decisão de seguir uma carreira acadêmica. Tornou-se professor em 1868, especializando-se em economia política. Ele desejava melhorar o rigor matemático da teoria econômica e transformá-la numa disciplina mais científica. No anos 1870, ele escreveu um pequeno número de trabalhos sobre o comércio internacional e os problemas do protecionismo. Em 1879, muitos destes textos foram compilados em uma obra intitulada A Teoria Pura do Comércio Exterior e A Teoria Pura dos Valores Domésticos (The Pure Theory of Foreign Trade: The Pure Theory of Domestic Values). No mesmo ano, publicou em conjunto com sua mulher, Mary Payley Marshall, a Economia da Indústria (The Economics of Industry).
Em Cambridge, Alfred fora professor de economia política de Mary Payley, uma das primeiras mulheres inglesas a alcançar o grau universitário. Os dois casaram-se em 1877, forçando Marshall a abandonar seu posto em Cambridge em razão das regras daquela universidade sobre o celibato. Ele se tornou diretor da University College, em Bristol, lecionando novamente sobre economia política. Aperfeiçoou seu Economia da Indústria e o publicou em 1879 como um manual para uso dos estudantes de economia; sua aparência simples se apoiava sobre fundamentos teóricos sofisticados. Marshall alcançou certa fama com seu trabalho e, após a morte de William Jevons em 1881, tornou-se o mais influente economista britânico de seu tempo.
Em dezembro de 1884, após a morte de Henry Fawcett, Marshall retornou a Cambridge, como professor de economia política. Ali, ele procurou criar um novo tripos para a economia, o que só conseguiu em 1903. Até então, a economia era ensinada sob os triposes de Ciências Morais e Históricas, que não propiciavam a Marshall o tipo de estudante - ativo e especializado - que ele desejava.
Em Marshall 1881, Marshall começou a trabalhar em sua célebre obra, os Princípios de Economia (Principles of Economics), e consumiu boa parte da década seguinte trabalhando em seu tratado. O seu plano para a obra gradualmente se estendeu para uma compilação em dois volumes de todo o pensamento econômico; o primeiro volume foi publicado em 1890, sendo aclamado mundialmente, o que o colocou entre os principais economistas de seu tempo.

## Contribuições para a economia

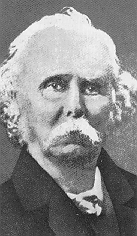
Alfred Marshall

Em 1877, ele se casou com Mary Paley e foi forçado a deixar St. John's, mudando-se para Bristol como reitor da Oxford University College, onde trabalhou como professor de economia política. Seu primeiro livro foi escrito com sua esposa, em formato de livro didático, e tinha como objetivo servir como material de apoio para os cursos estendidos da Universidade de Oxford. Um de seus primeiros trabalhos foi uma colaboração de livros sobre questões de comércio internacional e protecionismo em meados da década de 1970. Ele escreveu um apêndice ao trabalho de Henry Sidgwick sobre comércio internacional: Teoria Pura do Comércio Exterior: Doméstica Pura Teoria do Valor.
Em todas as páginas do livro principal do autor, "Princípios de Economia” publicado em 1890, Marshall apresentou uma grande hipótese neoclássica e uma expressão do conceito de marginalismo, que evidenciava claramente a sua atitude para com os britânicos. O autor em questão, enfatiza a sua insatisfação com a situação de pobreza vivida e o privilégio da classe menos abastada. Essa inconsistência levou a um entendimento do escopo da economia.
Marshall tinha 25 anos quando deixou a Igreja Anglicana para estudar economia. Curiosamente, sobre esses dois temas (religião e ciência), ele uma vez declarou que "os dois principais fatores da história mundial são religião e economia". Na economia, "uma ciência que lida com questões críticas para o bem-estar humano", Marshall encontrou uma maneira de expressar sua indignação com as condições injustas sofridas pelas classes menos abastadas.

Nos “Princípios” (Volume I, Capítulo 4), algumas pessoas dizem que ações que ajudam a melhorar a vida dos pobres, sejam privados ou governamentais: "A doutrina do bem-estar da população em geral deve fazer parte de todos os empreendimentos privados e todos os planos políticos”. Portanto, a grande contribuição de Marshall não apenas para o pensamento econômico, mas também para a história do pensamento geral, é buscar estabelecer um padrão comum para medir as atividades humanas por meio da ciência econômica – o objetivo básico desta ciência.

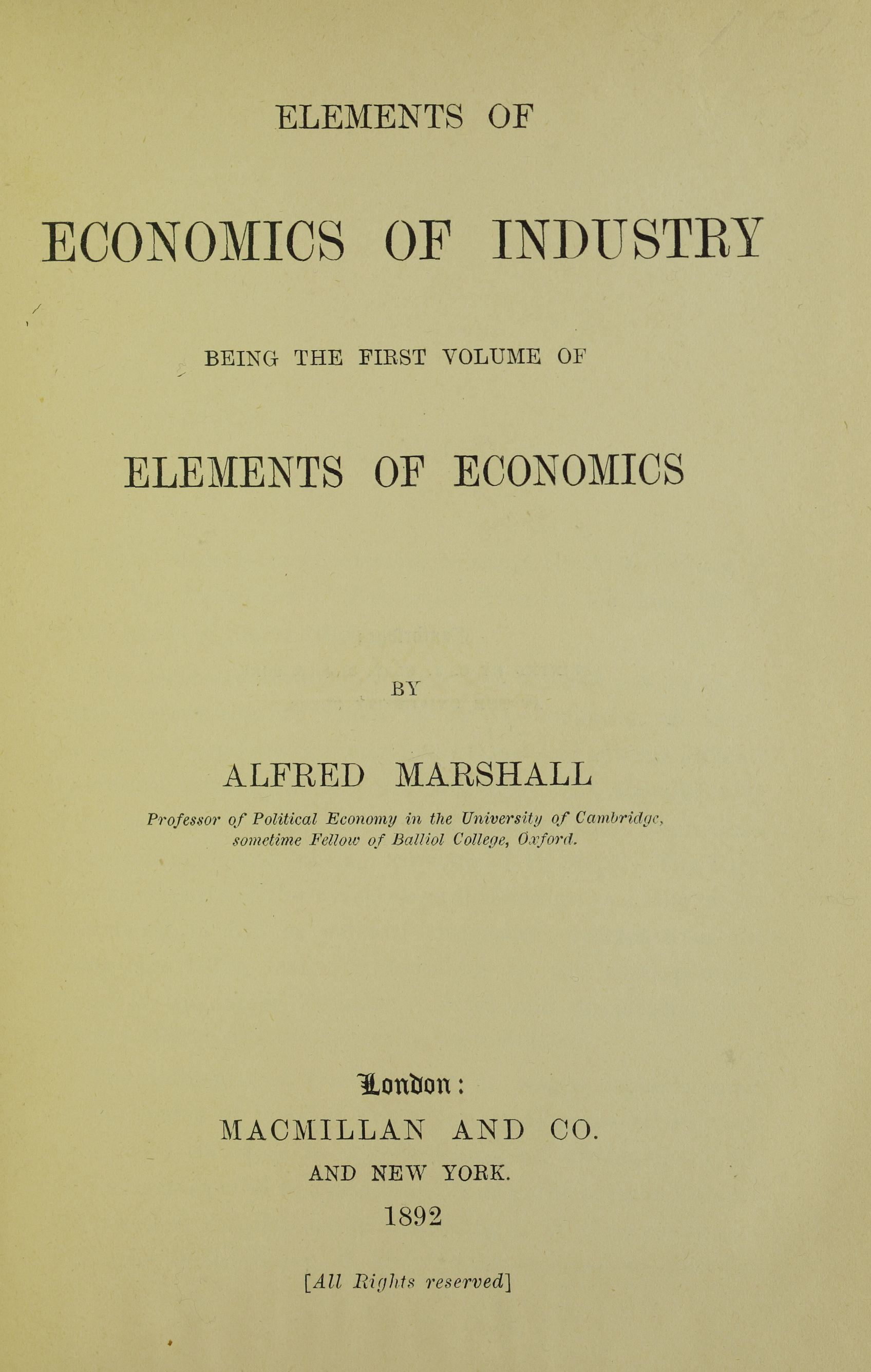
Elements of economics of industry, 1892

## Princípios da Economia (1890)
Em 1881, Alfred Marshall começou seu trabalho econômico, os Princípios de Economia, e passou grande parte da década seguinte trabalhando no tratado. Seu plano para a obra gradualmente se estendeu a uma compilação de dois volumes sobre o conjunto do pensamento econômico. O primeiro volume foi publicado em 1890 e o segundo volume, que trataria de comércio exterior, dinheiro, flutuações comerciais, tributação e coletivismo, nunca foi publicado.
A obra apareceu em oito edições, começando com 750 páginas e depois para 870 páginas e está dividida em seis livros, com vários capítulos em cada um deles. Sua principal contribuição técnica foi uma análise das questões de elasticidade, excedente do consumidor, retornos crescentes e decrescentes, a curto e a longo prazos e utilidade marginal. Muitas das ideias eram originais de Marshall, já outras eram versões melhoradas das ideias de W. S. Jevons e outros. Princípios de Economia foi a obra mais importante de sua época, já que sintetizou o seu pensamento como um dos fundadores da chamada escola neoclássica de Cambridge, que exerceu influência dominante no pensamento econômico do século XX.
A concepção geral da obra se baseia numa visão microeconômica do regime capitalista de produção seguindo um enfoque neoclássico. Marshall busca explicar a tese de uma tendência natural para o equilíbrio e uma tendência de crescimento gradual. Ele conseguiu, também, conciliar o princípio clássico do custo de produção com o princípio da utilidade marginal.
Em um sentido mais amplo, Marshall esperava reconciliar as teorias de valores clássicos e modernos. John Stuart Mill examinou a relação entre o valor das mercadorias e seus custos de produção, com base na teoria de que o valor depende do esforço despendido na manufatura. Jevons e os teóricos da utilidade marginal elaboraram uma teoria do valor baseada na ideia de maximizar a utilidade, sustentando que o valor depende da demanda. O trabalho de Marshall usou ambas as abordagens, mas ele se concentrou mais nos custos. Ele observou que, no curto prazo, a oferta não pode ser alterada e o valor de mercado depende principalmente da demanda. Em um período intermediário de tempo, a produção pode ser ampliada pelas instalações existentes, como prédios e maquinários, mas, por não necessitarem de renovação nesse período intermediário, seus custos (chamados de custos fixos, indiretos ou suplementares) têm pouca influência sobre o preço de venda do produto.
Marshall destacou que são os custos primários ou variáveis, que se repetem constantemente, que mais influenciam o preço de venda neste período. Em um período ainda mais longo, máquinas e edifícios se desgastam e precisam ser substituídos, de modo que o preço de venda do produto deve ser alto o suficiente para cobrir os custos de substituição. Essa classificação dos custos em fixos e variáveis e a ênfase dada ao elemento tempo provavelmente representam uma das principais contribuições de Marshall à teoria econômica. Ele estava comprometido com modelos de equilíbrio parcial sobre o equilíbrio geral com base no fato de que a natureza inerentemente dinâmica da economia tornava o primeiro mais útil na prática.
É possível notar na obra de Marshall que o autor acreditava que todo progresso humano era muito lento e que só progredia através de mudanças marginais diminutas. As tentativas de alterar rapidamente o campo social estavam fadadas ao fracasso e só levariam à miséria. Para ele, o progresso social era, em geral, um processo lento de aperfeiçoamento de hereditariedade de uma raça ou de uma nação.
Alfred Marshall foi o primeiro a desenvolver o gráfico padrão de oferta e demanda demonstrando uma série de fundamentos, incluindo as curvas de oferta e demanda, equilíbrio do mercado, a relação entre quantidade e preço em relação à oferta e demanda, a lei da utilidade marginal, a lei dos rendimentos decrescentes e as ideias de excedentes do consumidor e do produtor. Este modelo permitiu que muitos economistas o pudessem utilizar atualmente.
Faz-se necessário complementar que sua obra teve formulações e metodologias que foram importantes para o desenvolvimento subsequente do estudo da Economia, como a elasticidade da procura, economias internas e externas, quase-renda, firma representativa e organização empresarial, entre outros temas.
Além disso, um caráter pragmático desse estudo fica explícito na sua concepção de economia: “A economia é um estudo da humanidade na atividade comum da vida; ela examina a parte da ação individual e social que está mais intimamente ligada aos resultados e ao uso dos requisitos materiais do bem-estar.” Dessarte, essa preocupação com a questão social em geral, e com a pobreza em particular, é recorrente em seu estudo, evidenciando-se sua “percepção de que a pobreza estava na raiz de muitos males sociais”.
Nesse contexto, essa forma de pensar, que se manteve inalterada durante sua vida inteira, o levou a conclusão de que o estudo da pobreza não era algo apenas fundamental para a economia, e sim, a razão principal do seu estudo, como afirmou em um de seus princípios: “o estudo das causas da pobreza é o estudo das causas da degradação de uma grande parte da humanidade”.
Destarte, conclui-se que Alfred era, além de um grande estudioso da economia, um humanitário, que levava o estudo da economia também para o âmbito social.

## Contribuições teóricas
A economia de Marshall pode ser entendida como uma continuação do trabalho de John Stuart Mill, Adam Smith, e David Ricardo. Ele minimizou a importância da contribuição de outros economistas a sua obra, tais como Vilfredo Pareto e Jules Dupuit, e só com relutância reconheceu a influência de William Stanley Jevons.
O método de Marshall, o qual influenciou boa parte dos economistas ingleses posteriores, consistia em utilizar a Matemática aplicada como meio de investigação e análise de fenômenos econômicos, e o raciocínio lógico e as aplicações práticas (isto é, a aplicação a partir de fatos reais) como meio de exposição desses mesmos fenômenos. Assim, considera-se que seu método analítico-matemático foi uma de suas maiores contribuições para a moderna Ciência Econômica.
Com a introdução do fator tempo, na distinção entre longos períodos e curtos períodos, Marshall conseguiu determinar a importância tanto do custo de produção (para longos períodos) como da utilidade marginal (para curtos períodos), na formação do valor das mercadorias.
O debate de distritos industriais é lançado pelo autor no final do século XIX mostrando as vantagens que, sobretudo, as pequenas empresas têm quando se aglomeram em um território onde ocorre, devido à cooperação, economias internas e externas.

## O distrito industrial para Marshall
Um distrito industrial, por definição, é um espaço previamente preparado para receber plantas industriais. Dessa forma, sua função, que foi abordada de forma pioneira por Alfred Marshall na obra clássica Princípios de Economia na temática de concentração de indústrias especializadas em certas localidades, era facilitar a troca de serviços entre as empresas daquela localidade.
Dessarte, pressupõe-se que as empresas concentradas no distrito industrial Marshalliano respeitem uma especialização setorial, ou seja, que representem alguma fase da cadeia produtiva de um determinado setor.

## A questão do valor
A introdução do elemento tempo, por Marshall, na teoria econômica conseguiu unir as duas mais fortes e antônimas teorias de sua época sobre o valor.
Segundo a Economia Política Clássica, o valor é agregado pelo trabalho no processo de produção; é, por conseguinte, o custo de produção. Por outro lado, a Escola Marginalista entendia o valor de uma mercadoria através da capacidade da mesma em satisfazer necessidades humanas, sendo definida pela utilidade marginal.

## O equilíbrio parcial
Marshall criou também um complicado gráfico em que ele simula a situação de um mercado competitivo de apenas um produto, ignorando eventuais substitutos ou qualquer outro efeito exterior, que ficou conhecido como modelo de equilíbrio parcial, em que o objetivo é achar o equilíbrio aonde a vontade do consumidor e do produtor se encontram.

## Carreira posterior
Nas duas décadas seguintes, ele trabalhou para completar o segundo volume dos Princípios, que deveria tratar do comércio internacional, do dinheiro, das flutuações comerciais, dos impostos e do coletivismo. Mas sua atenção obstinada aos detalhes e seu perfeccionismo o impediram de dar conta do fôlego da obra. O segundo volume nunca foi completado e muitas outras obras de menor vulto nas quais ele começara a trabalhar - por exemplo, um memorando sobre política comercial para o ministro inglês das finanças (o Chancellor of the Exchequer) na década de 1890 - foram deixadas incompletas pela mesma razão.
Seus problemas de saúde foram se agravando gradualmente a partir dos anos 1880. Em 1908 ele se aposentou da universidade. Ele esperava continuar trabalhando em seus Princípios, mas sua saúde continuou a deteriorar e o projeto continuou a crescer a cada nova investigação. A explosão da Primeira Guerra Mundial em 1914 o impeliu a revisar suas análises da economia internacional.
Em 1919, aos 77 anos de idade, ele publicou Indústria e Comércio (Industry and Trade). Esta obra era um tratado mais empírico que os Princípios e, por esta razão, não alcançou tantos elogios de economistas teóricos quanto aquele.
Em 1923, ele publicou Moeda, Crédito e Comércio (Money, Credit, and Commerce) um amplo amálgama de ideias econômicas anteriores, inéditas ou já publicadas, estendendo-se a quase meio século.

## Morte e legado
Marshall faleceu em sua casa, Balliol Croft, em Cambridge (Inglaterra) aos 81 anos de idade.
De 1890 a 1924, ele foi o fundador respeitado da profissão econômica. Seus alunos em Cambridge tornaram-se figuras proeminentes na economia, como John Maynard Keynes e Arthur Cecil Pigou.
Seu mais importante legado foi criar para os futuros economistas uma profissão respeitada, acadêmica e científica, dando o tom daquela área pelo restante do século XX.

A casa, com a biblioteca, foi legada à Universidade de Cambridge, onde se encontram seus manuscritos e obras inéditas, já que sua viúva preservou a sua memória de todos os modos, fornecendo, inclusive, a Keynes notas e apontamentos de Marshall e dela própria, o que lhe permitiram escrever uma biografia conceituada sobre Marshall.